# یاکفالوا
یاکفالوا (به مجاری:  Jákfalva) یک منطقهٔ مسکونی در مجارستان است که در بورشود-آبااوی-زمپلن واقع شده‌است.